# Banon (formatge)
El banon és un petit formatge francès procedent d'antigues receptes de les granges dels Alps de l'Alta Provença. El seu nom ve d'un petit poble recolzat a l'altiplà d'Albion entre Lure i el Ventor, als pujols estimats per Jean Giono. És un formatge a base de llet crua, de 6 a 7 cm de diàmetre i d'un centenar de grams.
Ja era conegut en l'època romana. Una anècdota explica que l'emperador romà Antoní Pius va morir d'indigestió el 161 per haver-ne menjat massa. També era apreciat sobre les taules a l'edat mitjana i, al segle xix, als escriptors Jules Verne i Frédéric Mistral els agradava molt el seu sabor.